# Brüder-Grimm-Preis des Landes Berlin
Der Brüder-Grimm-Preis des Landes Berlin ist eine Auszeichnung „zur Förderung des Kinder- und Jugendtheaters.“ Er wird im Auftrag des Landes Berlin durch das Theater an der Parkaue ausgelobt. Mit dem Preis werden deutschsprachige Stücke und Inszenierungen gewürdigt, die „sich mit der Wirklichkeit der Kinder und Jugendlichen auseinandersetzen und auf ein tolerantes Miteinander hinwirken“ (zit. nach Merkblatt zur Verleihung). Der Preis wird seit 1961 alle zwei Jahre vergeben und ist mit 10.000 Euro dotiert. Er wurde auf Initiative des Theaters an der Parkaue im Jahr 2023 neu konzipiert und ab 2024 ersetzt durch den Berliner Stückepreis für junges Publikum – Neue Narrative für ein vielstimmiges Kinder- und Jugendtheater.

## Preisträger
- 1963: Georg Zivier für Perlicke, perlacke
- 1969: Volker Ludwig für Stokkerlok und Millipilli
- 1971: Volker Ludwig für Balle, Malle, Hupe und Artur
- 1975: Volker Ludwig und Detlef Michel für Das hältste ja im Kopf nicht aus
- 1977: Theater Rote Grütze für Was heißt hier Liebe
- 1979: Willy Praml und Hansjörg Maier
- 1982: Paul Maar für Das Spielhaus
- 1983: F. K. Waechter
- 1985: Leonie Ossowski und das Grips-Theater Berlin für das Stück Voll auf der Rolle
- 1987: Theater Rote Grütze (Holger Franke, Helma Fehrmann, Günter Jankowiak, Ingrid Ollrogge) für das Stück Gewalt im Spiel
- 1989: Schülerclub Schauspiel Frankfurt für das Stück Grindkopf
- 1991/1992: zu gleichen Teilen an das Kammertheater Neubrandenburg für das Stück Zirkus der Kuscheltiere und das GRIPS-Theater Berlin für Heimat-los
- 1993: Gerd Knappe für das Stück Struwwelpeter
- 1995/1996: GRIPS-Theater Berlin für das Stück Eins auf die Fresse
- 1999: Projekt Schulhofgeschichten mit Stücken von sieben Autoren (Gustav Ernst, Günter Jankowiak, Reinhard Kuhnert, Wolfgang Mennel, Frank Panhans, Gunter Preuß und Anja Tuckermann) auf der Grundlage der Konzeption des Theater an der Parkaue (damals noch Carrousel-Theater)
- 2001: Ingeborg von Zadow für ihr bisheriges Werk
- 2003: Yüksel Yolcu für seine Inszenierung des Stücks Fluchtwege am Kinder- und Jugendtheater des Hans Otto Theaters Potsdam
- 2005: Andri Beyeler für seine Kinder- und Jugendtheaterstücke
- 2007: zu gleichen Teilen an das Theater an der Parkaue für die Inszenierung Die Kindertransporte – Berliner Kinder auf dem Weg nach London und das Junge Ensemble Stuttgart für King A – Eine Ode an jedes Ritterherz
- 2009: an Tamer Yiğit und Branka Prlić für ihr Projekt Ein Warngedicht
- 2011: an Silvia Jedrusiak für die Inszenierung von Mutter:Glück, eine Produktion des Cactus Junges Theater Münster
- 2013: zu gleichen Teilen an die Inszenierung „Reiher“ des Theater Chemnitz und an das Stück „Das Tierreich“ von Nolte Decar
- 2015: zu gleichen Teilen an das Stück „Tag Hicks oder fliegen für vier“ von Kirsten Fuchs und an „Als wir unsere Blockflöten verbrannten“ von Mario Wurmitzer[1]
- 2017: zu gleichen Teilen an das Jugendstück NASSER #7Leben von Nasser El-Ahmad, Autorin Susanne Lipp und Regisseurin Maria Lilith Umbach sowie an Carsten Brandaus Kinderstück Sagt der Walfisch zum Thunfisch